# Dorothy Hodgkin
Dorothy Crowfoot Hodgkin (1910-1994) là nhà hóa học nữ người Anh. Bà giành Giải Nobel Hóa học năm 1964 nhờ công trình xác định công thức cấu tạo của các chất hoạt động sinh học bằng kỹ thuật Tinh thể học Tia X. Bà là một trong rất ít những người phụ nữ giành giải thưởng này. Chính xác là bà là một trong bốn nhà hóa học nữ giành giải thưởng và là một trong hai nhà hóa học nữ giành giải độc lập.
Năm 1969, sau 35 năm nghiên cứu, cuối cùng bà cũng tìm ra cấu trúc phân tử insulin. Tinh thể học tia X được sử dụng rộng rãi sau đó để tìm hiểu, khám phá cấu trúc của phân tử sinh học phức tạp, vì hiểu biết về cấu trúc là tối quan trọng trong tìm hiểu về chức năng. Bà được cho là một trong những nhà khoa học tiên phong trong sử dụng kĩ thuật tinh thể học này.

## Cuộc đời và sự nghiệp

### Những năm đầu đời
Bà sinh ra tại Cairo, ở Ai Cập. Bà là con và là chị cả trong số 4 cô con gái của một viên chức thuộc địa người Anh, cũng là một nhà khảo cổ học. Gia đình bà ở đây những ngày mùa đông, mùa hè họ trở về nước Anh để tránh mùa hè oi bức ở đây.
Năm 1921, bà được học Hóa học tại trường Sir John Lenman.

### Sự nghiệp nghiên cứu
Lần đầu Hodskin nuôi tinh thể là năm bà lên lớp 10. Cảm thấy đã tìm thấy thứ sẽ "thu hút mình suốt đời", Hodskin lập tức tiến hành các thí nghiệm tại nhà. Cuộc đời bà sẽ gắn liền với các tinh thể.
xxxxtrái|nhỏ|Máy chiếu xạ tia X của Bernal]]
Năm 1928, bà được nhận vào chuyên ngành hóa ở trường Đại học Somerville College - một trong những trường nữ sinh trực thuộc trường Đại học Oxford. Bà được trao bằng xuất sắc rồi được chuyển sang Cambridge để làm luận án tiến sĩ dưới sự hướng dẫn của John D. Bernal - một nhà tinh thể học. Thời điểm này, Bernal bắt đầu nghiên cứu các phân tử sinh học.
Tinh thể học tia X là một công cụ để có thể hiểu cấu trúc không gian của các phân tử. Hiểu được sự sắp xếp của các nguyên tử là chìa khóa để có thể biết được chức năng của chúng. Bernal và Hodgkin là những người đầu tiên áp dụng kĩ thuật để nghiên cứu các phân tử sinh học phức tạp - ví dụ như enzim pepsin có ở dạ dày.

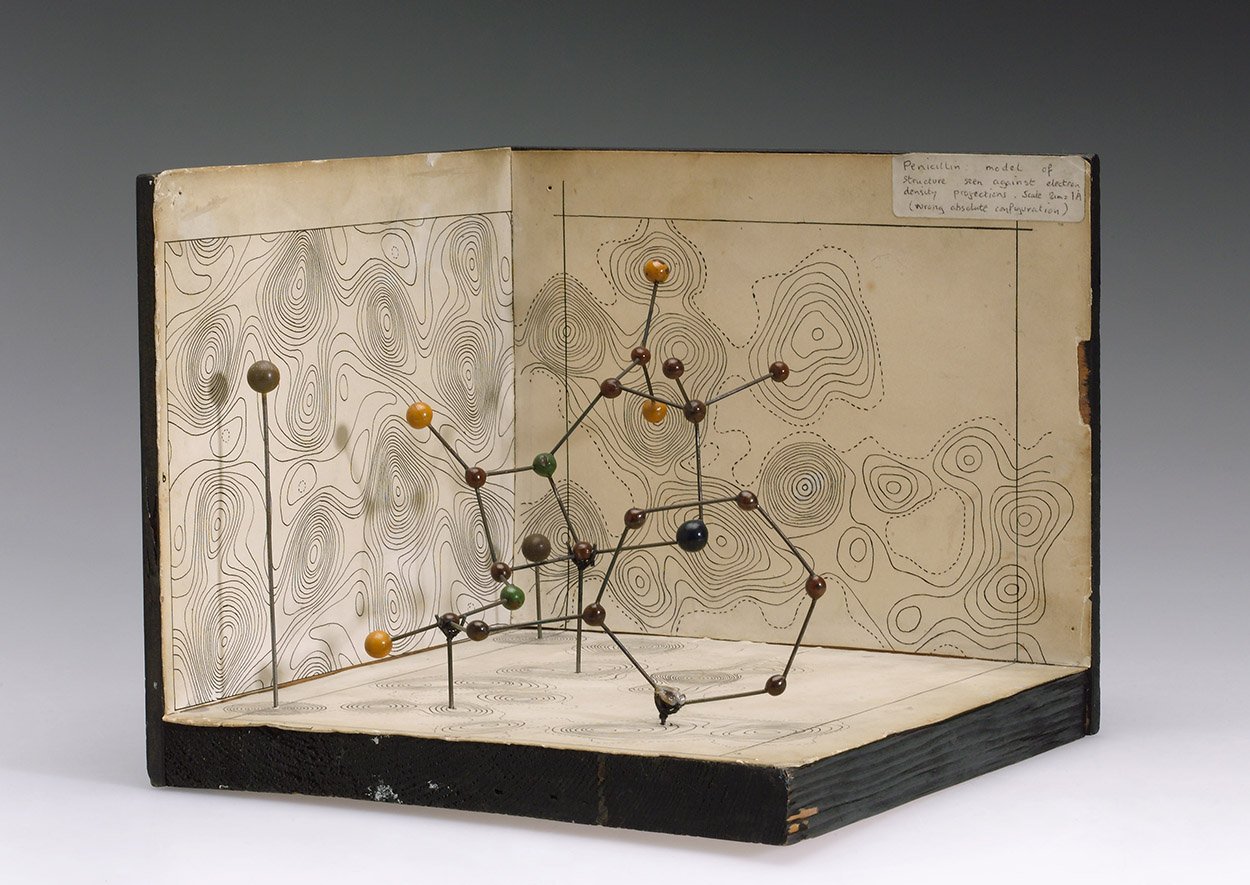
Cấu trúc Penicillin được bà tìm ra năm 1945

Năm 1934, bà trở lại đại học Oxford, đại học Somerville trao cho bà tấm bằng nghiên cứu sinh, một giáo sư hóa học hữu cơ xoay xở được một khoản trợ cấp, vậy là bà xây dựng một phòng thí nghiệm tinh thể tia X trong khuôn viên trường Đại học. Ngay lập tức, bà nghiên cứu xác định hoocmon insulin, nhưng phân tử này quá phức tạp so với kỹ thuật thời đó (như đã nói ở trên, phải mất 35 năm bà mới xác định được cấu trúc phân tử này)
xxxxgiữa|nhỏ|Hodgkin tự hào cầm bản vẽ cấu trúc Penicillin năm 1945 cùng các đồng nghiệp của cô]]
Năm 1937, bà kết hôn với Thomas Hodgkin, họ có con vào khoảng giữa năm 1938 và 1946, nhưng điều đó không ngăn cản bà tiếp tục nghiên cứu. Penicillin - thần dược thế kỉ 20 - đã được tách chiết tại trường đào tạo Y tế Dunn - cũng trực thuộc Oxford, sau đó được thử nghiệm thành công trên người năm 1941. Nhu cầu sản xuất hàng loạt phục vụ đòi hỏi cần phải biết cách sắp xếp của phân tử này. Năm 1945, bà đã xác định thành công cấu trúc của Penicillin, bà cũng kết thúc các cuộc tranh cãi về tinh thể học tia X thời đó, mọi thứ thật rõ ràng: Không cần phải biết chắc chắn công thức phân tử để xác định cấu trúc của nó.
xxxxnhỏ|169x169px|Cấu trúc 3D vitamin B12]]
Tiếng lành đồn xa, năm 1955, bà có thành công tiếp theo khi xác định được cấu trúc phân tử vitamin B12
Năm 1964, bà được trao giải Nobel cho công trình tìm ra cấu trúc insulin, mặc dù nghiên cứu thực sự hoàn thành 5 năm sau đó